# Acraea cephea
Acraea cephea är en fjärilsart som beskrevs av Pieter Cramer 1782. Acraea cephea ingår i släktet Acraea och familjen praktfjärilar. Inga underarter finns listade i Catalogue of Life.